# 佐々氏綱
佐々氏綱（さっさ うじつな）は、佐々木盛綱の子加地信実の八男。鎌倉時代前期の人物。
上総国佐々庄に本拠を構え、佐々氏を称したとする説がある。子孫に戦国武将・佐々成政などがいるとする説がある。

## 系図纂要による系譜
1. 佐々木秀義
2. 佐々木盛綱（加地盛綱）
3. 加地信実
4. 佐々氏綱
5. 佐々氏長
6. 佐々氏春
7. (7代略)
8. 佐々盛政（佐々成宗）
9. 佐々成政